# City Lights (песня)
«City Lights» (с англ. — «Огни города») — песня бельгийской исполнительницы Бланш, представляющая страну на конкурсе песни Евровидение 2017. Выход сингла был запланирован на 8 марта 2017 года, но за день до этого песня была выложена на сервисе Spotify.
22 ноября 2016 года было объявлено о том, что певица Бланш будет представлять Бельгию на Евровидении 2017, информация о песне появилась уже весной 2017 года. Песня будет исполняться во время первого полуфинала конкурса.

## Список композиций
| №  | Название      | Длительность |
| -- | ------------- | ------------ |
| 1. | «City Lights» | 2:54         |

## Позиции в чартах
| Чарт (2017)                    | Наивысшая позиция |
| ------------------------------ | ----------------- |
| Бельгия/Фландрия (Ultratop 50) | 5                 |
| Бельгия/Валлония (Ultratop 50) | 5                 |
| RÚV                            | 3                 |
| M-1 Top 40                     | 11                |

## Хронология издания
| Страна | Дата         | Формат               | Лейбл        |
| ------ | ------------ | -------------------- | ------------ |
| Мир    | 8 марта 2017 | цифровая дистрибуция | PIAS Belgium |